# 微黃非洲脂鯉
微黃非洲脂鯉（学名：Brycinus luteus）為輻鰭魚綱脂鯉目脂鯉亞目鮭脂鯉科的其中一種，為熱帶淡水魚，被IUCN列為易危保育類動物，分布於非洲伏塔河上游流域，本魚體銀色、背部淡黃色，腹部白色，魚鰭除胸鰭與腹面無色外其餘為黃色，側面條紋在身體中央擴大，體長可達7.6公分，棲息在底中層水域，生活習性不明。
其种加词“luteus”意为“黄色的”。